# 曙光村 (浙江省)
30°54′24″N 120°20′01″E / 30.90667°N 120.33361°E

曙光村位於浙江省湖州市吳興區織里鎮東部，屬原漾西鎮轄地，東臨江蘇省七都鎮，西靠上林村，南接南潯區東上林村，北面是陸家灣村，曙光村距織里鎮中心約9公里。
曙光村河港交織，土地肥沃，屬典型的江南平原水鄉村落；轄區總面積5平方公里，其中耕地面積4099畝。2006年農村經濟總收入2394萬元，村集體經濟收入40.13萬元，村民人均收入8900元。

## 行政區劃
2002年9月份行政村區域調整後，原費家匯、中㘰、南河里 三村合併，成立曙光村，現下轄13個自然村，35個村民小組，常住人口2690人。
13個自然村分別爲：長㘰（含葉家蕩）、中㘰、北㘰、南㘰、董家㘰、費家匯、大港郎、木瀆港、青木㘰、南河里、北河裡、毛家灣、吳沙河等。